# Christian Aulenbach
Johann Philipp Christian Aulenbach (* 22. Dezember 1769 in Zweibrücken; † 14. August 1844 in Homburg) war ein deutscher evangelisch-lutherischer Pfarrer und Dichter in der Pfalz.

## Leben
Aulenbach war Sohn von Christian Jonas Aulenbach und seiner Frau Juliane, geb. Bettinger, der das Amt eines Landschreibers innehatte. Nachdem Aulenbach das dortige Gymnasium beendet hatte, studierte er von 1790 bis 1792 in Gießen Theologie, wo er auch eine Gelegenheitsschrift Scheidegesang bey der Trennung unsrer theuersten Freunde Ludwig Theophil Goebel und Johann Friedrich Scherer in seinem und ihrer Freunde Nahmen gesungen den 31ten Merz 1791 drucken ließ. Die Examensprüfung erfolgte unmittelbar nach dem Studium, aber aufgrund der Revolutionswirren wurde Aulenbach erst drei Jahre später ordiniert und daraufhin sofort der lutherischen Diaspora-Pfarrei in Annweiler zugewiesen.
1805 heiratete Christian Aulenbach Caroline Schweppenhäuser, die Tochter und Enkelin der Pfarrer Georg Jacob (1749–1836) und Wilhelm Heinrich Schweppenhäuser (1718–1760). 1810 wurde des Ehepaars ältester Sohn Georg Jakob Friedrich Karl geboren, drei Jahre später wechselte die Familie zur größeren und besser bezahlten Stelle in die ebenfalls pfalz-zweibrückische Oberamtsstadt Homburg, wo er bis zu seinem Tod 1844 blieb. Noch im selben Jahr kam ihr zweiter Sohn, Karl, zur Welt. Im Jahre 1800 veröffentlichte Aulenbach die Jubelrede über den 100. Psalm, ein Jahr später erschien seine „Predigt bei Gelegenheit der Jahrhundertfeier“, die heute als verschollen gilt. Es blieb jedoch ein Gedicht von Aulenbach erhalten, das den Wechsel ins 19. Jahrhundert mit dem Wechsel hundert Jahre zuvor vergleicht, indem er seine Hoffnung auf ein einiges und freies Vaterland aufzeigt. Diese Hoffnung wird von seinen beiden Söhnen später aufgegriffen und vertieft.
Neben den in seiner Freizeit entstandenen Gedichten und Schriften wirkte Aulenbach vor allem als Seelsorger. Die Gemeinde ließ ihm einen  Grabstein setzen, der  nicht mehr erhalten ist.
Er war der  Vater von Friedrich Aulenbach (1810–1882) und Karl Aulenbach (1813–1881), die ebenfalls dichterisch begabt waren.